# Bucculatrix tetanota
Bucculatrix tetanota är en fjärilsart som beskrevs av Edward Meyrick 1918. Bucculatrix tetanota ingår i släktet Bucculatrix och familjen kronmalar. Inga underarter finns listade i Catalogue of Life.